# Diphya taiwanica
Diphya taiwanica là một loài nhện trong họ Tetragnathidae.
Loài này thuộc chi Diphya. Diphya taiwanica được miêu tả năm 1995 bởi Tanikawa.